# Peter II van Cyprus

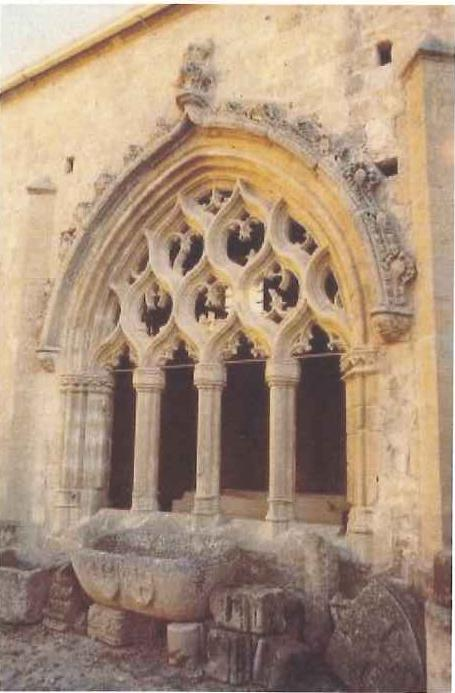
Een venster van een van De Lusignan paleizen in Nicolsia, uit de regeerperiode van Peter II.

Peter II van Lusignan (ca 1357 – Nicosia, 13 oktober 1382), bijgenaamd de Vette, was koning van Cyprus en titulair koning van Jeruzalem van 1369 tot zijn dood. Hij was een zoon van Peter I en Eleonora van Aragón.
Na de moord op zijn vader besteeg hij de troon onder regentschap van zijn oom Jan en werd in 1372 in Nicosia tot zelfstandig koning van Cyprus gekroond en in Famagusta tot koning van Jeruzalem.
In september 1378 huwde Peter met Valentina Visconti (ca. 1357 – 1393), dochter van Bernabò Visconti, heer van Milaan. Uit dit huwelijk werd een dochter geboren die echter als peuter stierf.